# Rufisque
Rufisque es una ciudad costera de Senegal.
La cuarta ciudad por población del país se encuentra en la Región de Dakar, en el Oeste de Senegal, en la base de la península de Cabo Verde. Tiene unos 179.197 habitantes según el censo de 2002 y en el pasado fue un importante puerto, aunque hoy en día es un suburbio de Dakar.
Es también la capital del departamento de Rufisque.

## Declive del puerto
A principios del siglo XX, el crecimiento del vecino Dakar, con sus mejoras portuarias significó el fin del puerto de Rufisque. Hoy en día no se trata de un puerto activo y ello ha traído consigo una disminución en la actividad industrial. De las cuatro comunas históricas del país, hoy en día es la más empobrecida, al no haber reemplazado el sector por el turismo ni haber invertido en infraestructura pública.
Hoy en día, Rufisque cuenta con una cementera.